# Приход к власти адмирала Колчака
Прихо́д к вла́сти адмира́ла Колчака́ («государственный переворот в Омске», «колчаковский переворот») — события 18 ноября 1918 года в Омске, связанные с арестом представителей левого крыла Директории (Временного Всероссийского правительства) и последующим решением Всероссийского Совета министров о передаче единоличной верховной власти военному и морскому министру А. В. Колчаку.

## Предыстория
По мнению российского историка В. Д. Зиминой, события, произошедшие в Омске 18 ноября 1918 года, в целом явились результатом развернувшейся после свержения советской власти в Поволжье и Сибири борьбы двух систем государственного управления: омского внепартийного «правого» принципа, олицетворявшегося Временным Сибирским правительством, и самарского узкопартийного «левого» в лице КОМУЧа.
После целого ряда военных поражений авторитет Директории (Временного Всероссийского правительства), образованной 23 сентября на Государственном совещании в Уфе, чрезвычайно упал в глазах армии. Правительство не обладало реальной властью, а с неудачами на фронте настроение офицерства становилось всё более консервативным. Директория оказалась таким образом изолирована от армии как единственной реальной силы, способной противостоять большевикам. Недовольство военной среды привело к правительственному кризису.
4 ноября на базе министерств и центральных управлений Временного Сибирского правительства был сформирован исполнительный орган Директории — Всероссийский Совет министров во главе с П. В. Вологодским. Преимущественно правоцентристский Совет министров радикально отличался по политической окраске от гораздо более «левой» Директории. Лидером деятелей Совмина, решительно отстаивавших правый политический курс, был министр финансов И. А. Михайлов, пользовавшийся поддержкой Г. К. Гинса, Н. И. Петрова, Г. Г. Тельберга. Именно эта группа стала ядром заговора, имевшего целью установление сильной и однородной власти в форме единоличной военной диктатуры.
В указе о назначении состава Совета министров вслед за председателем — П. В. Вологодским — первым был назван военный и морской министр А. В. Колчак.
Колчак появился в Омске 13 октября. Первым официальным лицом, с которым он встретился, был член Директории, Верховный главнокомандующий генерал-лейтенант В. Г. Болдырев. Болдырев предложил Колчаку остаться в Омске и рекомендовал его на пост военного министра, который занимал генерал П. П. Иванов-Ринов, не удовлетворявший Директорию и правительство.
Приезд в Омск адмирала Колчака совпал по времени с крайним кризисом в борьбе между политическими группировками, резко проявившимся в конфликте между Директорией и Советом министров, большинство членов которого отказывало в поддержке Директории, возглавлявшейся эсером Н. Д. Авксентьевым. Колчак, противник социалистических партий и сторонник жёсткого курса в деле консолидации антисоветских сил, также оказался втянут в эту борьбу на стороне Совета министров.

### Повод для конфликта
Непосредственным поводом к свержению Директории стало циркулярное письмо-прокламация ЦК партии эсеров — «Обращение», написанное лично В. М. Черновым и распространённое по телеграфу 22 октября с традиционным для революционных воззваний того времени заглавием «Всем, всем, всем», в котором осуждался переезд Директории в Омск, выражалось недоверие Временному Всероссийскому правительству, содержался призыв ко всем членам партии вооружаться для борьбы с Временным Сибирским правительством.
В «Обращении» говорилось буквально следующее:5: 

В предвидении возможных политических кризисов, которые могут быть вызваны замыслами контрреволюции, все силы партии в настоящий момент должны быть мобилизованы, обучены военному делу и вооружены, с тем, чтобы в любой момент быть готовыми выдержать удары контрреволюционных организаторов гражданской войны в тылу противобольшевистского фронта. Работа по вооружению, сплачиванию, всестороннему политическому инструктированию и чисто военная мобилизация сил партии должны явиться основой деятельности ЦК…
Этот призыв, говоря языком начала XXI века, не мог расцениваться иначе, как призыв к формированию «незаконных вооружённых формирований»:5.

## События 18 ноября
В ночь на 17 ноября произошёл инцидент, показавшийся очевидцам малозначимым: на городском банкете в честь французского генерала Жанена три высокопоставленных казачьих офицера — начальник Омского гарнизона полковник Сибирского казачьего войска В. И. Волков (именно в его доме Колчак снимал комнату со дня приезда в Омск), войсковые старшины А. В. Катанаев и И. Н. Красильников — потребовали исполнить русский национальный гимн «Боже, Царя храни». У лидеров партии эсеров, присутствовавших на банкете в качестве представителей Директории, это вызвало такое раздражение, что они сразу же обратились к военному министру Колчаку, потребовав ареста казачьих офицеров за «неподобающее поведение». Сам Колчак вернулся в Омск из поездки на фронт вечером 17 ноября.
Не дожидаясь собственного ареста, Волков и Красильников сами произвели упреждающий арест представителей левого крыла Временного Всероссийского правительства — эсеров Н. Д. Авксентьева, В. М. Зензинова, А. А. Аргунова и товарища министра внутренних дел Е. Ф. Роговского, который как раз и занимался формированием партийного вооружённого милицейского отряда «для охраны Директории»:10. Всех арестованных офицеры на ночь заперли в помещении городских казарм. На свободу троих остальных членов Директории, в числе которых был и председатель Совета министров и Верховный Главнокомандующий — никто не покушался.
Ударную силу заговора составили военные, в том числе чуть ли не все офицеры Ставки во главе с её генерал-квартирмейстером полковником А. Сыромятниковым. Политическую поддержку заговора осуществляли кадетский эмиссар В. Н. Пепеляев и близкий к правым кругам министр финансов Директории И. А. Михайлов. В заговор также были вовлечены часть министров и деятели буржуазных организаций. Активную роль в организации свержения Директории играл и полковник Д. А. Лебедев, прибывший в Сибирь из Добровольческой армии и считавшийся представителем генерала А. И. Деникина. В его обязанности входили переговоры с командующими фронтовыми армиями.
Все участники переворота чётко знали свои роли: были назначены связные, исполнители, каждый из которых нёс ответственность за свой участок. Ненадёжные воинские части были заблаговременно под разными предлогами выведены из города. Генерал Р. Гайда должен был обеспечить нейтралитет чехословацких частей. В. Н. Пепеляев «вербовал» министров и общественных деятелей. Один офицер был даже определён наблюдать за выехавшим на фронт главнокомандующим В. Г. Болдыревым, чтобы к нему не могла поступить информация о перевороте до его завершения.
В поддержку Директории не выступила ни одна воинская часть омского гарнизона. Состоявший из эсеров батальон охраны Директории был предупредительно разоружён. Один из офицеров этого батальона опубликовал в уфимской эсеровской газете «Народ» от 26 ноября своё свидетельство о том, что прибывшие арестовывать Директорию офицеры сообщили начальнику караула, будто из-за вероятного нападения присланы «сменить охрану». Он заподозрил неладное, но уступил из-за того, что у него было намного меньше сил. При этом тайком был послан гонец в казармы батальона. Батальон подняли по тревоге, но подошедший отряд участников переворота предотвратил его выступление очередью из пулемёта, после чего, потеряв одного человека, эсеровский батальон сдался, солдат разоружили и отпустили.
Колчак лично в перевороте не участвовал, однако был поставлен заговорщиками в известность и выразил готовность возглавить будущую диктатуру, «если будет нужно». «Роль» английской военной миссии в перевороте ограничивалась тем, что английские офицеры, будучи проинформированы о перевороте, обещали не вмешиваться в него при условии, что он будет бескровным.
Собравшийся на следующее утро после ареста эсеров Совет министров счёл, что запертые в казармах сами виноваты в таком повороте событий, а следовательно, сохранение за ними места в правительстве привело бы лишь к дальнейшей дискредитации власти. Исполнительный орган Директории на экстренном заседании, созванном премьер-министром Вологодским, принял решение о необходимости принять на себя всю полноту верховной власти, а затем передать её избранному лицу, которое будет руководить на принципах единоначалия.
В качестве кандидатур на роль «диктатора» рассматривались 3 лица:
- главнокомандующий войсками Директории генерал В. Г. Болдырев;
- управляющий КВЖД генерал Д. Л. Хорват;
- вице-адмирал А. В. Колчак.

Выбор Совета министров производился тайным голосованием закрытыми записками. Была выбрана кандидатура военного и морского министра А. В. Колчака. Согласно записи в дневнике П. В. Вологодского, два голоса были поданы за Хорвата, а все остальные — за Колчака. Несколько иное распределение голосов указывается в воспоминаниях Г. К. Гинса: один голос за Болдырева, все остальные за Колчака.
Колчак был произведён в полные адмиралы, ему передавалось осуществление верховной государственной власти и присваивалось звание Верховного правителя. Ему же входили в подчинение все вооружённые силы государства. Верховный правитель наделялся полномочиями предпринимать любые меры, вплоть до чрезвычайных, по обеспечению вооружённых сил, а также по установлению гражданского порядка и законности.
Колчак заявил о своём согласии на избрание и первым же своим приказом по армии объявил о принятии на себя звания Верховного главнокомандующего.
Обращение Верховного правителя к населению, опубликованное 20 ноября 1918 года, гласило:

18 ноября 1918 года Всероссийское Временное Правительство распалось. Совет Министров принял всю полноту власти и передал её мне, адмиралу Русского флота Александру Колчак.
Приняв крест этой власти в исключительно трудных условиях Гражданской войны и полного расстройства государственных дел и жизни, объявляю:
Я не пойду ни по пути реакции, ни по гибельному пути партийности. Главной своей целью ставлю создание боеспособной армии, победу над большевизмом и установление законности и правопорядка, дабы народ мог беспрепятственно избрать себе образ правления, который он пожелает и осуществить великие идеи свободы, ныне провозглашенные по всему миру.
Призываю вас, граждане, к единению, к борьбе с большевизмом, труду и жертвам.
Верховный Правитель Адмирал Колчак.
28 ноября состоялась встреча А. В. Колчака с представителями отечественной и иностранной прессы. В ходе выступления Колчак, в частности, сказал: «Меня называют диктатором. Пусть так — я не боюсь этого слова и помню, что диктатура с древнейших времен была учреждением республиканским. Как Сенат древнего Рима в тяжкие минуты государства назначал диктатора, так Совет министров Российского государства в тягчайшую из тяжких минут нашей государственной жизни, идя навстречу общественным настроениям, назначил меня Верховным правителем».
29 января 1919 года по постановлению Правительствующего Сената А. В. Колчак был приведён к присяге Архиепископом Сильвестром: "Обещаюсь и клянусь перед Всемогущим Богом и Святым Его Евангелием и Животворящим Крестом быть верным и неизменно преданным Российскому Государству, как своему отечеству. Обещаюсь и клянусь служить ему по долгу Верховного Правителя, не щадя жизни моей, не увлекаясь ни родством ни дружбой, ни враждой, ни корыстью и помятуя единственно о возрождении и преуспеянии Государства Российского. Обещаюсь и клянусь воспринятую мною от Совета Министров верховную власть осуществлять согласно с законами государства до установления образа правления свободно выраженной волей народа. В заключение данной мной клятвы осеняю себя крестным знамением и целую слова и крест Спасителя моего. Аминь!"

## Итоги
Приход к власти в Сибири адмирала А. В. Колчака, принявшего звание Верховного правителя Российского государства и главнокомандующего русской армией, концентрация в его руках военной, политической и экономической власти дали возможность белым оправиться от поражений, понесённых в Поволжье осенью 1918 года.
Противобольшевистское движение после омских событий стало более консолидированным, подавляющее большинство современников отмечали, что после ноябрьского переворота престиж власти укрепился, управление стало более упорядоченным, а протест небольших эсеровских групп в Екатеринбурге и Уфе был с лёгкостью подавлен.
Таким образом, в результате событий 18 ноября 1918 года антибольшевистское движение трансформировалось в Белое движение.

## Реакция на события 18 ноября
Реакция военных и общественных кругов Сибири на смену власти была разной: Колчака поддержали правые партии, большинство военных, представители партии кадетов. При этом руководство Чехословацкого корпуса, считавшее адмирала «узурпатором», и представители революционной демократии (эсеры и меньшевики) отнеслись с осуждением к «омскому перевороту». Со стороны эсеров даже раздавались призывы к вооружённому сопротивлению. Верховный правитель, в свою очередь, резко отреагировал на выступление чешских политиков, заявив, что мнение иностранцев, к тому же бросивших фронт после окончания мировой войны, его не интересует, а на протест чехословацкого Национального совета русская пресса напомнила чехам, что до капитуляции Центральных держав они сами формально являлись нарушителями законности, изменившими воинской присяге подданными Австро-Венгрии.
Екатеринбургский Съезд членов учредительного собрания пытался протестовать против переворота, за что некоторые из его участников были арестованы 30 ноября и заключены в омскую тюрьму
Общественность отнеслась к свершившемуся перевороту или безучастно, или радостно, уповая на установление твёрдой власти, по которой успел соскучиться средний российский обыватель. В адрес Верховного правителя стали поступать многочисленные приветствия от местных органов власти, общественных организаций, воинских частей и отдельных граждан.
Для успокоения общественного мнения Колчак приказал выявить виновных в аресте членов Директории и передать их дело в суд. Перед судом предстали полковник Волков, войсковые старшины Катанаев и Красильников. Во время заседаний суда, однако, речь шла преимущественно о подрывных действиях подвергшихся аресту членов Директории — эсеров. В итоге все трое обвиняемых были оправданы. Более того, указом Верховного правителя адмирала Колчака в те же дни им были присвоены очередные воинские звания. Для видимости оправданные офицеры были на время удалены из Омска и направлены в Восточную Сибирь. Этим инцидент официально и был исчерпан. Колчак впоследствии отмечал, что он тогда дал понять, что не допустит наказания этих людей, и что всю ответственность за произошедшее он берёт на себя. Суд был нужен, по его словам, чтобы предать гласности обстоятельства переворота.
По сообщениям русских послов, страны Антанты после получения сообщений о смене власти насторожились, а согласно свидетельству английского историка П. Флеминга, первая реакция Великобритании на известие о приходе к власти Колчака была близка к панике. Генерал К. В. Сахаров писал: «На другой день после переворота глава британской военной миссии генерал А. Нокс „встретил меня очень взволнованно и сказал, что теперь будет плохо, что союзники могут даже прекратить помощь». Впоследствии Нокс свидетельствовал, что «переворот был проведён… без предварительного оповещения Великобритании и без какого-либо соучастия с её стороны». Кроме того, по данным западных историков, правительство Великобритании 14 ноября уже приняло решение о признании Директории, но не успело опубликовать его до переворота, что подтверждает и телеграмма советника колчаковского министерства иностранных дел Гровса управляющему МИДом Директории и Российского правительства Ключникову на следующий день после переворота, в которой сообщается, что политические представители Антанты — верховный комиссар Великобритании сэр Эллиот и заместитель верховного комиссара Франции граф де Мартель — хотя и отнеслись к известию о перевороте «вполне спокойно», но «присовокупили, что признание Директории было совершенно близко к осуществлению, и что теперь потребуется опять время, чтобы державы признали новое правительство». Те же слова повторил в разговоре с Ключниковым 23 ноября в Омске верховный комиссар Франции Реньо.
Позднее в иностранной прессе получили хождение многочисленные домыслы о событиях 18 ноября в Омске. Российское правительство в связи с этим выпустило официальное заявление, в котором характеризовало свергнутую власть Директории как «неделовую», лишённую политического единства и раздираемую партийными противоречиями, ставило в вину её эсеровским руководителям узкопартийное интриганство и привнесение по печальному подобию 1917 года политики в жизнь армии, а на основании выпуска газеты «Сибирская речь» от 26 января 1919 года — и в попытках создания чисто эсеровской партийной военной организации.

## К вопросу об оценке событий
Многими современниками и историками события 18 ноября квалифицировались как переворот («омский переворот», «колчаковский переворот»). Некоторые современные историки (например, Е. В. Волков, Н. Д. Егоров, А. С. Кручинин) полагают, что такая квалификация может нести определённые негативные коннотации, которые, на их взгляд, не вкладывались в это определение самими современниками событий.

### Воспоминания участников событий
- Зензинов В. М. Государственный переворот адмирала Колчака в Омске : 18 ноября 1918 года : сборник документов. 1919.
- Гинс. Г. К. Сибирь, Союзники и Колчак. Пекин. Типолитография русской духовной миссии. 1921. : Т. 1, Т. 2
- Раков Д. Ф. В застенках Колчака
- Вологодский П. В. Во власти и в изгнании: Дневник премьер-министра антибольшевистских правительств и эмигранта в Китае (1918—1925). Рязань, 2006.

### Научные исследования
- Авторский коллектив. Гражданская война в России: энциклопедия катастрофы / Составитель и ответственный редактор: Д. М. Володихин, научный редактор С. В. Волков. — 1-е. — М.: Сибирский цирюльник, 2010. — 400 с. — ISBN 978-5-903888-14-6.
- Шишкин В. И. К истории государственного переворота в Омске (18-19 ноября 1918 г.) Архивная копия от 11 октября 2006 на Wayback Machine
- Шишкин В. И. Колчаковский государственный переворот в освещении российских мемуаристов // Вестник Томского государственного университета. История. 2018, № 5
- Иоффе Г. З. Колчаковская авантюра и её крах. — М.: Мысль, 1983
- Зимина В. Д. Белое дело взбунтовавшейся России: Политические режимы Гражданской войны. 1917—1920 гг. М.: Рос. гуманит. ун-т, 2006. 467 с. (Сер. История и память). ISBN 5-7281-0806-7
- Кручинин А. С. Адмирал Колчак: жизнь, подвиг, память / Андрей Кручинин. — М.: АСТ: Астрель: Полиграфиздат, 2010. — 538, [6]с.: ил. ISBN 978-5-17-063753-9 (АСТ), ISBN 978-5-271-26057-5 (Астрель), ISBN 978-5-4215-0191-6 (Полиграфиздат)
- Кенез Питер Красная атака, белое сопротивление. 1917—1918/Пер. с англ. К. А. Никифорова. — М.: ЗАО Центрполиграф, 2007. — 287 с — (Россия в переломный момент истории). ISBN 978-5-9524-2748-8
- Гончаренко О.Г. Белое движение. Поход от Тихого Дона до Тихого океана. — М.: Вече, 2007. — 378 с. — (За веру и верность). — ISBN 978-5-9533-1988-1
- Волков Е. В., Егоров Н. Д., Купцов И. В. Белые генералы Восточного фронта Гражданской войны: Биографический справочник. — М.: Русский путь, 2003. — 240 с. ISBN 5-85887-169-0
- Генерал Дитерихс. М: НП «Посев», 2004 ISBN 5-85824-150-6
- Новиков П. А. Гражданская война в Восточной Сибири. — М.: ЗАО Центрполиграф, 2005. — 415 с. ISBN 5-9524-1400-1
- Цветков В. Ж. Белое дело в России. 1919 г. (формирование и эволюция политических структур Белого движения в России). — 1-е. — Москва: Посев, 2009. — 636 с. — 250 экз. — ISBN 978-5-85824-184-3.
- Журавлев В. В. «Присвоив таковому лицу наименование верховного правителя»: К вопросу о титуле, принятом адмиралом А. В. Колчаком 18 ноября 1918 г. // Антропологический форум. — 2008. — Вып. № 8.
- Галицкая А. П. Колчаковский переворот и партия правых эсеров // Вестник Курганского государственного университета. 2014
- Хандорин В. Г. Мифы и факты о Верховном правителе России. — М.: Общество развития русского исторического просвещения «Двуглавый орёл»; Издательство М.Б. Смолина (ФИВ), 2019. — 200 с. ISBN 978-5-91862-057-1
- Зырянов П. Н. Адмирал Колчак, верховный правитель России / Павел Зырянов. — 4-е изд. — М.: Молодая гвардия, 2012. — 637[3] с.: ил. — (Жизнь замечательных людей: сер. биогр.; вып. 1356). ISBN 978-5-235-03375-7